# SBA Novator
Le SBA Novator, parfois nommé "Varta-Novator" est un véhicule de transport de troupes blindé à roues.

## Historique
C'est un véhicule fabriqué par Véhicule blindé ukrainien sur un châssis Ford F-550 renforcé.

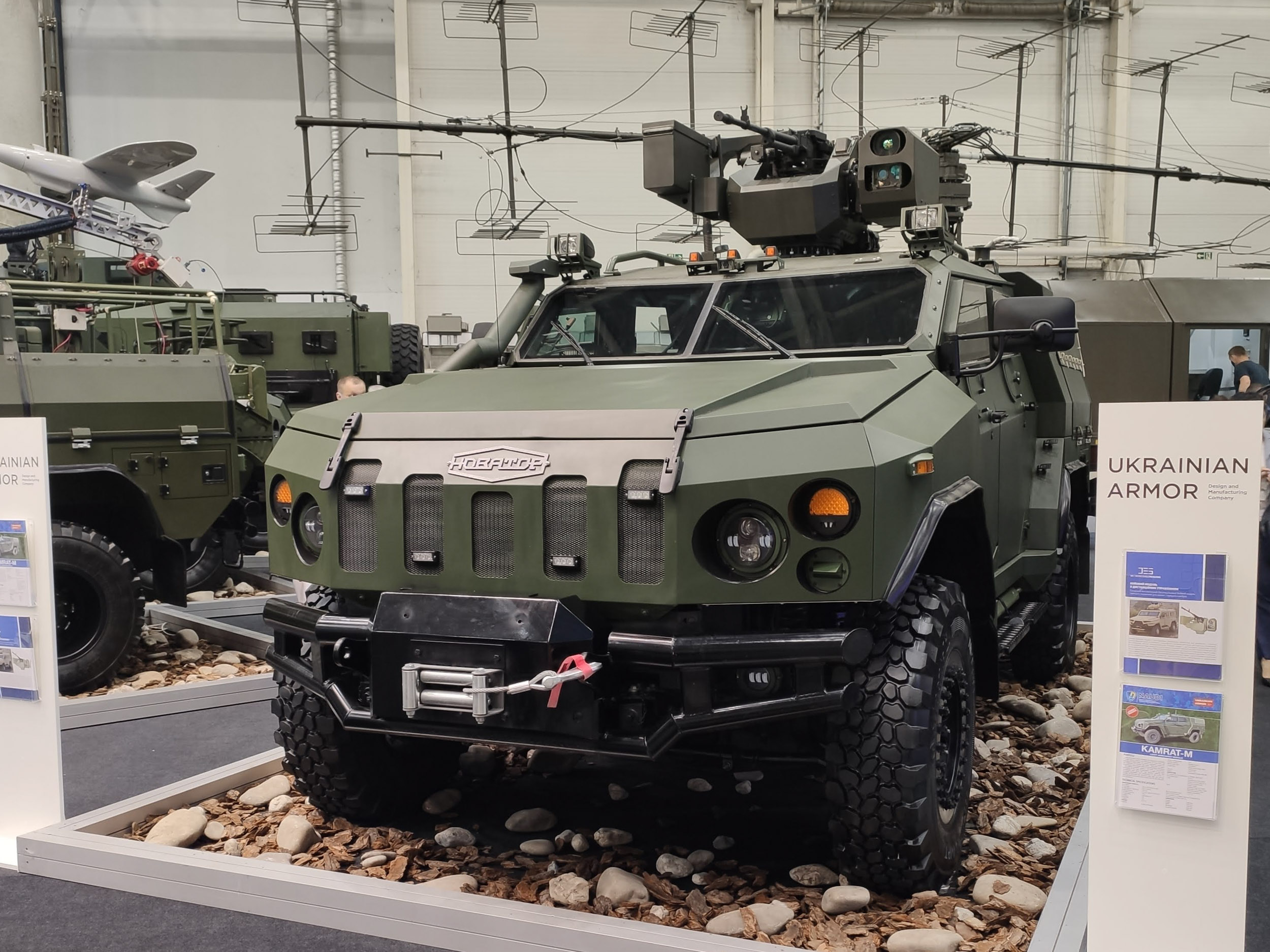
Kamrat-M avec tourelle téléopérée en 2021.
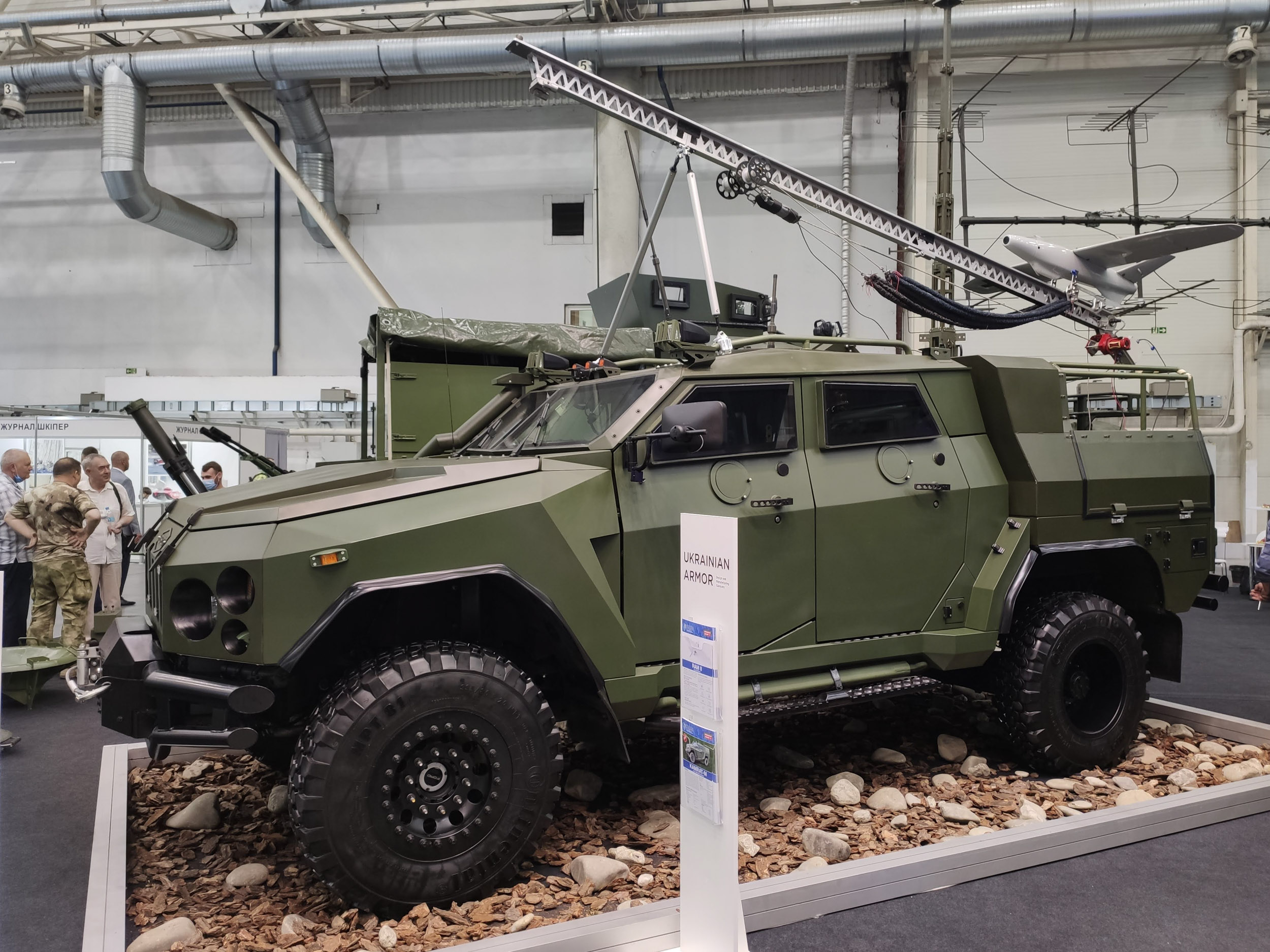
Novator équipé d'un Leleka-100.
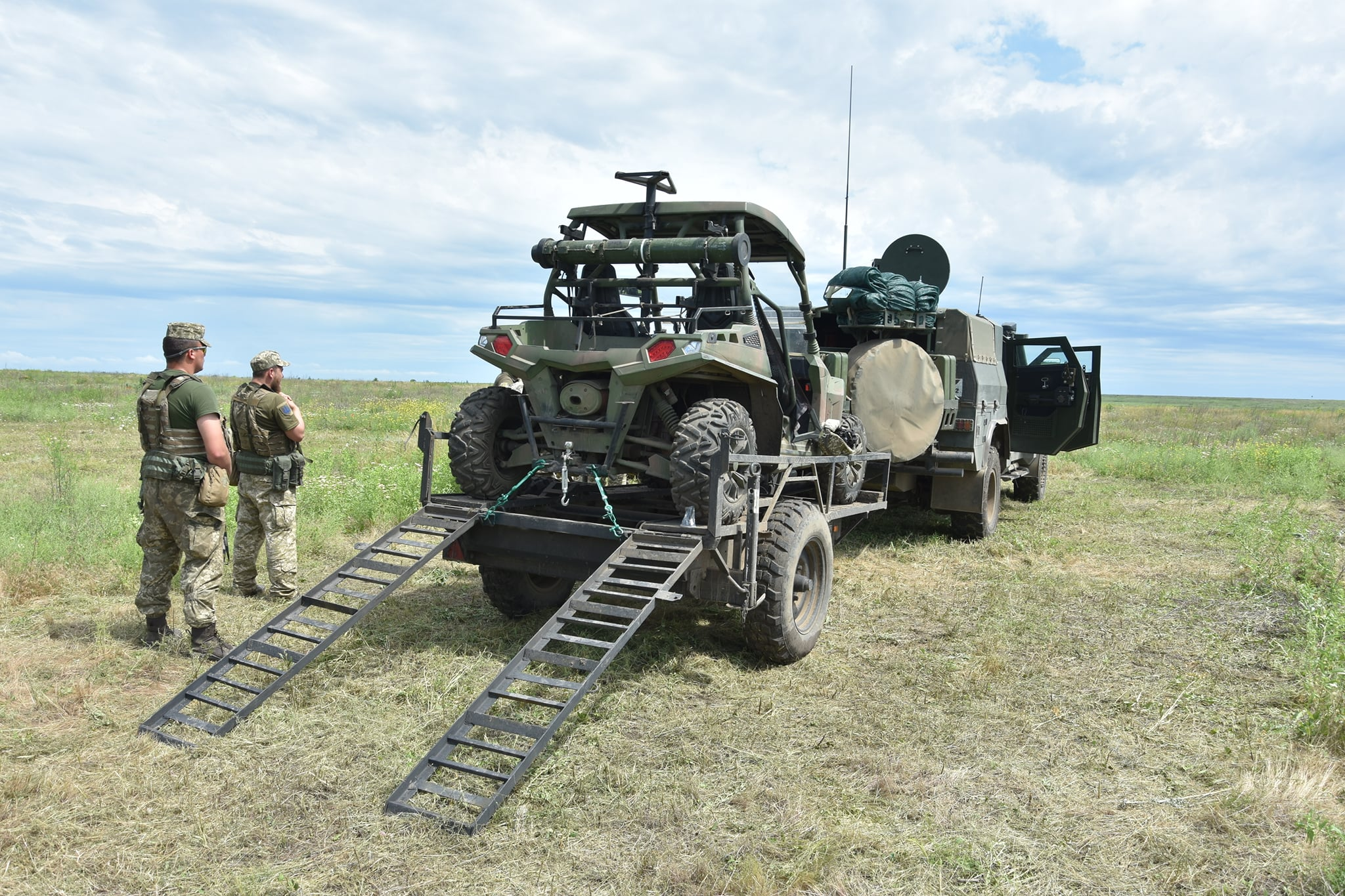
équipant la 55e brigade d'artillerie.

## Pays utilisateurs
- Ukraine :
  - Forces armées de l'Ukraine.